# Calamity Anne, Heroine
Calamity Anne, Heroine è un cortometraggio muto del 1913 diretto da Lorimer Johnston.

## Produzione
Il film fu prodotto dall'American Film Manufacturing Company.
Fa parte di una serie di dodici cortometraggi di genere western dedicati al personaggio di Calamity Anne, interpretata da Louise Lester.

## Distribuzione
Distribuito dalla Mutual Film, il film - un cortometraggio in una bobina - uscì nelle sale cinematografiche USA il 15 settembre 1913.